# Azie Taylor Morton

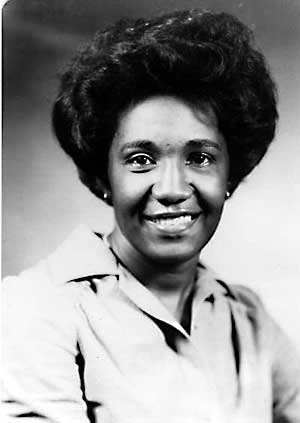
Azie Taylor Morton

Azie Taylor Morton (* 1. Februar 1936 in Dale, Texas; † 7. Dezember 2003 im Bastrop County, Texas) war vom 12. September 1977 bis zum 20. Januar 1981 Treasurer of the United States. Sie gehörte der Demokratischen Partei an.

## Werdegang
Morton graduierte am Huston-Tillotson College in Austin (Texas). Sie gehörte der Studentinnenverbindung Alpha Kappa Alpha an. Ihre erste Anstellung fand sie als Lehrerin an einer Schule für straffällige Mädchen. Sie saß im Committee on Equal Employment Opportunity von US-Präsident John F. Kennedy. Dann war sie zwischen 1972 und 1976 Special Assistant von Robert Schwarz Strauss tätig, damals Vorsitzender des Democratic National Committee. US-Präsident Jimmy Carter ernannte sie 1977 zum Treasurer of the United States, ein Posten, den sie bis 1981 innehatte. Sie war eine Wahlbeobachterin bei den Präsidentenwahlen in Haiti, Senegal und der Dominikanischen Republik; ein Mitglied in der amerikanischen Delegation in Rom (Italien) bei der Inthronisation von Johannes Paul II., leitete eine People to People Mission in der Sowjetunion und der Volksrepublik China; und war eine Abgeordnete bei der ersten African/African American Conference, welche in Afrika stattfand. Am 6. Dezember 2003 erlitt Morton einen Schlaganfall in ihrem Heim im Bastrop County, wo sie am folgenden Tag verstarb.

## Familie
Azie Taylor heiratete am 29. Mai 1965 James Homer Morton. Das Paar hatte zwei gemeinsame Töchter.